# Ếch Loveland

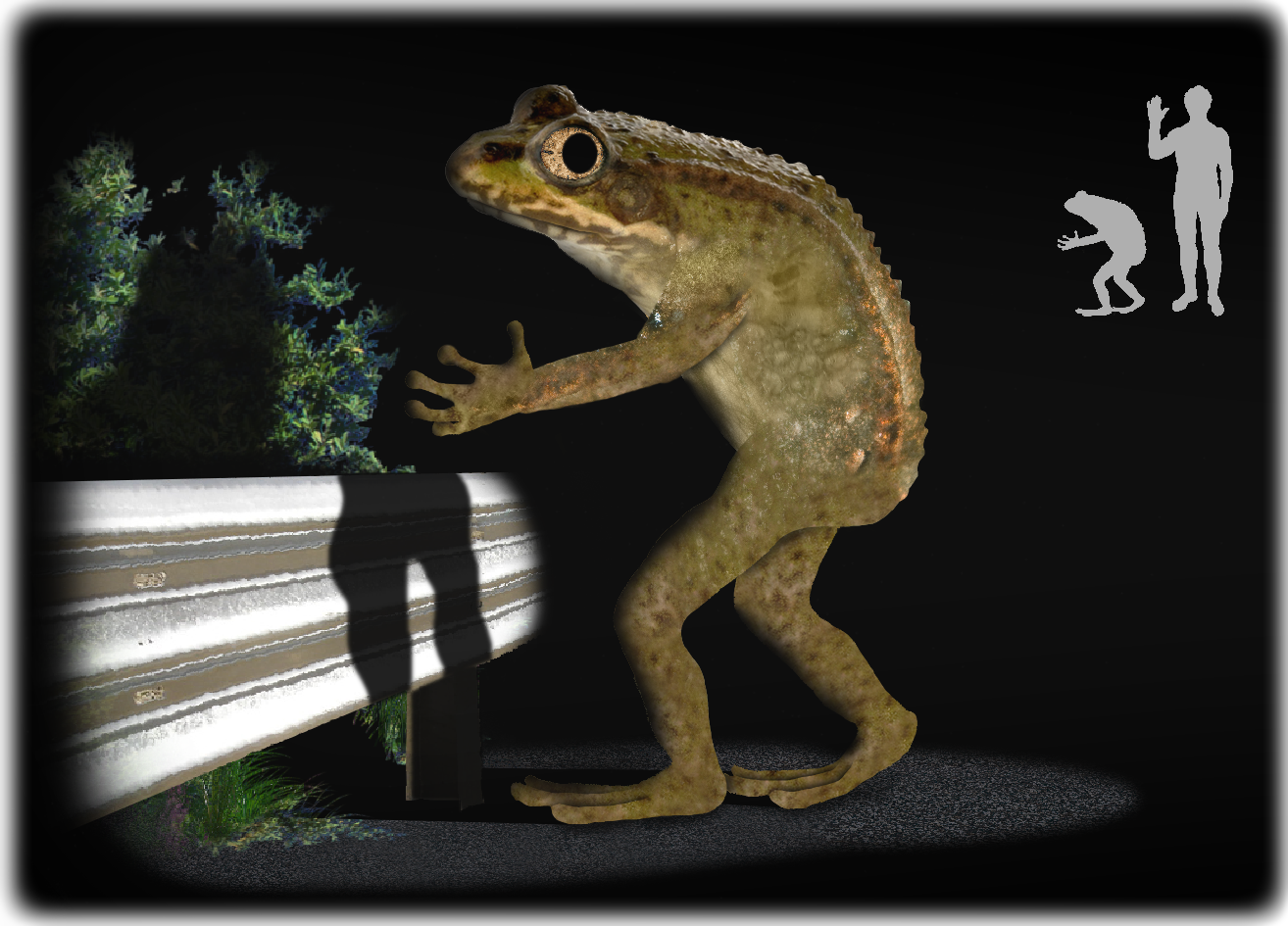
Một bức tranh của họa sĩ về sinh vật được cho là ếch Loveland.

Trong văn hóa dân gian Ohio, Ếch Loveland (còn gọi là Thằn lằn Loveland) là một con ếch hình người huyền thoại được mô tả là cao khoảng 4 foot (1,2 m), được cho là đã phát hiện ở Loveland, Ohio. Theo truyền thuyết, một người đàn ông địa phương đã trình báo chính mắt nhìn thấy ba người nhìn giống như ếch ở bên đường vào năm 1955. Năm 1972, huyền thoại ếch Loveland đã giành được sự chú ý mới khi viên sĩ quan cảnh sát Loveland nhìn thấy và giết chết một con vật mà sau này được xác định là một con cự đà khổng lồ bị mất đuôi.
Giáo sư văn học dân gian Edgar Slotkin của Đại học Cincinnati đã so sánh con ếch Loveland với Paul Bunyan, nói rằng những câu chuyện về nó đã được truyền lại trong "nhiều thập kỷ" và các báo cáo về sinh vật này có vẻ như đi hẳn vào chu kỳ có thể dự đoán được.
Vào tháng 5 năm 2014, huyền thoại chú ếch Loveland đã được dựng thành một vở nhạc kịch mang tên Hot Damn! It's the Loveland Frog!.

## Huyền thoại
Theo các truyền thuyết khác nhau, sinh vật này lần đầu tiên được nhìn thấy vào năm 1955, với một số phiên bản của câu chuyện xác định xảy ra vào tháng Năm. Có ba phiên bản khác nhau của câu chuyện đó chỉ khác nhau một chút. Ba câu chuyện bắt đầu theo cùng một cách, với một doanh nhân hoặc một người bán hàng du lịch lái xe dọc theo một con đường vô danh vào đêm hôm khuya khoắt. Những câu chuyện đều bắt đầu phân kỳ vào thời điểm này: trong một câu chuyện, người lái xe đã đi ra khỏi khu phố Branch Hill khi anh ta tình cờ phát hiện ba sinh vật đứng thẳng trên hai chân sau bên cạnh dọc đường, mỗi con có chiều cao 3 đến 4 foot (0,91 đến 1,22 m), với làn da và khuôn mặt ếch. Trong hai phiên bản khác của câu chuyện, các sinh vật được phát hiện dưới hoặc trên một cây cầu thắp sáng kém (có một số cây cầu ở Loveland đi qua sông Little Miami). Câu chuyện kể về vị doanh nhân xem đám sinh vật này trò chuyện trong một thời gian cho đến khi một trong những sinh vật cầm một cây đũa trên đầu của nó và bắn một tia lửa, gây sửng sốt cho người quan sát phải chạy trốn khỏi hiện trường.

## Cảnh sát Loveland
Vào ngày 3 tháng 3 năm 1972 lúc 1 giờ sáng, sĩ quan cảnh sát Loveland là Ray Shockey đang lái xe trên đường Riverside Drive gần nhà máy giày ống Totes và sông Little Miami khi một con vật không xác định chạy qua đường phía trước xe của anh ta. Con vật được chiếu sáng hoàn toàn trong đèn pha của xe, và anh mô tả nó dài từ 3 đến 4 foot (0,91 đến 1,22 m) và khoảng 50 đến 75 pound (23 đến 34 kg), với làn da xù xì. Anh kể lại mình đã phát hiện con vật "cúi mình như một con ếch" trước khi nó đứng thẳng đứng lên để trèo qua lan can và quay trở lại dòng sông.
Hai tuần sau vụ việc, một sĩ quan cảnh sát Loveland thứ hai, Mark Matthews, đã báo cáo nhìn thấy một con vật không xác định nằm dọc theo con đường trong cùng vùng lân cận với vụ chứng kiến của Shockey. Matthews bắn con vật, bọc thi thể, và đặt nó nằm bên trong cốp xe để về đưa cho Shockey xem. Theo lời Matthews, nó là một "con cự đà khổng lồ dài khoảng 3 đến 3,5 feet", và anh đã không kịp nhận ra nó vì nó thiếu phần đuôi. Mathews suy đoán rằng con cự đà này từng là thú cưng của một ai đó "được buông lỏng hoặc được thả ra khi nó lớn quá". Theo lời Mathews, Shockey đã xem qua xác con cự đà và xác nhận đó là con vật mà anh đã thấy hai tuần trước đó. Matthews kể lại sự việc với một tác giả của một cuốn sách về truyền thuyết đô thị, nhưng nói rằng tác giả "đã bỏ qua phần xác nhận rằng sinh vật là một con cự đà chứ không phải là một người ếch".

## Ảnh hưởng văn hóa
Vào tháng 8 năm 2016, đài truyền hình địa phương Cincinnati đã đưa tin "một đêm vui vẻ bỗng biến thành một câu chuyện kinh dị lạnh lùng" khi hai thiếu niên đang chơi Pokémon Go giữa đường Madeira Loveland và hồ Isabella đã tuyên bố họ nhìn thấy một con ếch khổng lồ gần hồ vào ngày 3 tháng 8 "đứng lên và đi trên hai chân sau của nó".
Tiểu thuyết khoa học viễn tưởng/bí ẩn của James Renner có tên gọi The Man From Primrose Lane có phiên bản hư cấu của loài ếch Loveland.